# Villarrobejo
Villarrobejo es una localidad y también una pedanía del municipio de Santervás de la Vega situada al noroeste de la provincia de Palencia (España), en la comarca natural de Vega-Valdavia.

## Geografía
Está localizada lindando con en el límite occidental de la vega del río Carrión y la llanura del curso fluvial. Limita al norte con Santervás, al noreste con Quintanadíez, al sureste con Villarrodrigo y al sur con Villambroz.
El casco urbano aparece rodeado por eras, huertos y tierras de labor.
- Altitud: 902 m s. n. m.
- Latitud: 42º 29' N
- Longitud: 04º 48' W
- Código Ine: 34169

## Demografía
Evolución de la población en el siglo XXI
| Gráfica de evolución demográfica de Calzadilla de la Cueza entre 2000 y 2020 |
|                                                                              |
| Población de derecho (2000-2020) según el padrón municipal del INE           |

## Historia
Por esta localidad circulaba la calzada romana de Vía de Viminacio a Saldania y Camarica, vía mayormente desaparecida, que salía de Calzadilla al norte por el Camino de Villarrabé y que coincidía con la Cañada Real Leonesa en la mojonera de San Llorente y Ledigos, y que desde allí se dirigía a Villarrobejo por el alto de Cañadita y por El Cantón, cruce de caminos y mojoneras. Desde este punto, un camino, por la mojonera de Villarrobejo y Villarrodrigo, iba a Saldaña; el otro continuaba al norte en dirección a Velilla del Río Carrión. 
 Entre el camino entre Calzadilla y esta localidad no atravesaba ninguna otra población. 
A la caída del Antiguo Régimen la localidad se constituye en municipio constitucional y que en el censo de 1842 contaba con 31 hogares y 161 vecinos, para posteriormente integrarse en Santervás de la Vega.

## Folclore
Aparte de los motes dados a cada habitante de un pueblo, perdurando por varias generaciones, existen los motes genéricos, apelativos de todo el pueblo, en Villarrobejo son conocidos como Buitres

## Fiestas y costumbres
- San Andrés (30 de noviembre).
- Fiesta del Verano (16 de agosto).

## Calles en su honor
- Villalón de Campos (Valladolid)
- Villagómez la Nueva (Valladolid)